# Encyocrypta berlandi
Encyocrypta berlandi är en spindelart som beskrevs av Raven och Churchill 1991. Encyocrypta berlandi ingår i släktet Encyocrypta och familjen Barychelidae.
Artens utbredningsområde är Nya Kaledonien. Inga underarter finns listade i Catalogue of Life.